# Геращенко Володимир Федорович
Володимир Федорович Гера́щенко (нар. 24 лютого 1924, Соколове — пом. 30 березня 2002, Полтава) — український художник театру і живописець; член Спілки радянських художників України з 1985 року. Заслужений художник УРСР з 1973 року, народний художник УРСР з 1979 року.

## Біографія
Народився 24 лютого 1924 року в селі Соколовому (нині Чугуївський район Харківської області, Україна). 1953 року закінчив Харківський художній інститут, де його викладачами були зокрема Олексій Кокель, Борис Косарєв, Дмитро Овчаренко.
Протягом 1953—1966 років працював головним художником Запорізького та у 1967—1989 роках Полтавського музично-драматичних театрів.
Жив у Полтаві, в будинку на вулиці Жовтневій, № 27, квартира 76. Помер у Полтаві 30 березня 2002 року.

## Творчість
Оформив вистави:
- «Украдене щастя» Івана Франка (1956);
- «Назар Стодоля» Тараса Шевченка (1961);
- «Циганка Аза» Михайла Старицького (1966);
- «Комуніст» Євгена Габриловича (1976);
- «Енеїда» Івана Котляревського (1977);
- «Коппелія» Лео Деліба (1977, Харківський театр опери та балету імені Миколи Лисенка);
- «Живий труп» Лева Толстого (1978);
- «Віндзорські жартівниці» Вільяма Шекспіра  (1980);
- «Графиня Маріца» Імре Кальмана (1980);
- «Вільний вітер» Ісака Дунаєвського (1981);
- «Закон вічності» Нодара Думбадзе (1982);
- «Дай серцю волю, заведе в неволю» Марка Кропивницького (1982);
- «Моя чарівна леді» Фредеріка Лоу (1983);
- «Декамерон» за Джованні Боккаччо (1984);
- «Рядові» Олексія Дударова (1985);
- «Маруся Богуславка» Михайла Старицького (1987);
- «Запорожець за Дунаєм» Семена Гулака-Артемовського (1992);
- «Наталка Полтавка» Івана Котляревського (1994);
- «Ніч перед Різдвом» за Миколою Гоголем (1995).

Автор портретів Івана Козловського, Іллі Кобринського, Бориса Прокоповича (усі 1972).
Брав участь у всеукраїнських, всесоюзних, зарубіжних мистецьких виставках з 1953 року. 
Окремі роботи художника зберігаються в Архівно-музейному комплексі «Літературно-мистецькі Плюти» в Плютах, Полтавському літературно-меморіальному музеї Панаса Мирного, Полтавському краєзнавчому музеї, Центральному театральному музеї в Москві. 

## Вшанування
20 травня 2011 року у Полтаві, на будинку на вулиці Жовтневій № 27, де з 1966 по 2002 рік жив художник, встановлено меморіальну дошку. Дошку встановлено за сприяння полтавської обласної і міської влади, за кошт меценатів: голови Спілки жінок України Марії Орлик та автора таблички, приватного підприємця Вадима Голобородова.